# Orostachys cartilaginea
Orostachys cartilaginea är en fetbladsväxtart som beskrevs av Antonina Georgievna Borissova. Orostachys cartilaginea ingår i släktet Orostachys och familjen fetbladsväxter. Inga underarter finns listade i Catalogue of Life.